# 白朗寧M2重機槍
M2重機槍（M2 Machine Gun），俗稱五零／點五零機槍（英語：.50 Caliber Machine Gun，簡稱：.50 Cal），目前美軍使用型號的官方名稱為白朗寧M2HB.50口徑機動式機槍（英語：Browning Machine Gun，Cal. .50， M2HB，Flexible.），是由約翰·白朗寧在一戰後設計的重機槍，發射12.7×99毫米（.50 BMG）大口徑彈藥。

## 历史
白朗寧M2其實是白朗寧M1917的放大口徑重製型號，它的起源也是出自於第一次世界大戰的作戰需求；在1917年，德意志帝國研發出J.I攻擊機，它的結構結實，足以抵抗.30-06春田步槍彈，為此美國遠征軍指揮官潘興將軍要求要開發出更大口徑的機槍以解決這個困境。潘興向美國陸軍軍械部隊提出新型機槍規格必須為0.5英寸（12.7公厘）口徑、槍口初速要達到每秒2,700英尺（820公尺）。同時間，美軍上校約翰·亨利·帕克在法國機槍學校目睹法軍配備的11公厘機槍配發穿甲燃燒彈，因此美軍曾向柯特公司訂購8挺改膛至11公厘口徑的實驗槍，然而帕克上校所知的11公厘子彈是19世紀由法國開發，俗稱「氣球破壞者」的11×59毫米R格拉（Gras）子彈，動能表現非常不理想；潘興希望新槍的子彈重量達到670格林（43公克）、槍口初速達每秒2,700英尺，所以自法國引進槍彈的構想最終被打消。
1917年，白朗寧重新設計白朗寧M1917重機槍，以符合美軍需求，溫徹斯特連發武器公司則加入負責研製新型機槍需要的0.5英吋子彈，初期設計為將0.30英吋春田子彈的比例放大；0.5英吋機槍加原型在1918年10月15日投入測試，該槍的射速為500發／分鐘、而槍口初速只有2,300英尺（700公尺／秒），性能不如預期，該槍太重，且射速太低，火力也不夠密集；不過在新機槍開發期間，美軍從德軍繳獲數批毛瑟13.2毫米反坦克步槍與毛瑟13.2公厘反戰車子彈，13.2毫米反戰車子彈的尺寸雖然比美軍研發的要大，但是其設計優秀，重52公克的彈頭槍口初速有著820公尺／秒的良好表現。於是，溫徹斯特借鑑德國子彈改進彈藥設計，改良後槍口初速提升到2,750英尺／秒（840公尺）。
1921年，新枪完成基本设计，美軍於1923年開始有限地裝備該槍，並將其命名為「M1921」。該批機槍的特色為水冷式結構、僅能自左側進彈、槍管較後續服役的型號要輕，主要在1921—1937年量產，配備在飛機與車輛上，用於防空及反裝甲用途。白朗宁於1926年去世，重機槍的改良仍然繼續進行中。從1927—1932年间，由塞缪尔·格林博士针对M1921的设计问题以及军方需求做出调整。1930年，柯尔特还针对M1921推出部分改进的版型號本，如M1921A1与M1921E2。1932年，改進型號正式被美軍命名為「M2」，當時部份的M2裝有水冷散熱裝置。早期的气冷式M2机枪由于枪管管壁太薄，无法承受多角度全方位射击要求，又容易過熱，故廠商后來推出改用重枪管的版型號「M2HB」（Heavy Barrel），後來更推出了可快速更換槍管的「M2QCB」（Quick Change Barrel）及輕量化型號，這些型號一直沿用至今。

## 設計
白朗寧M2重機槍採用大口徑12.7×99毫米NATO（.50 BMG）彈藥，它有高火力、彈道平穩及射程極遠的優點，450—550發／分鐘（二戰時型號為600—1,200發／分鐘）的射速及後座作用系統令其在全自動射擊時十分穩定，命中率亦較高，但低射速也令M2的支援火力降低，但卻剛好使火力具足夠持續性壓制步兵及輕裝甲單位。
白朗寧M2發射M2普通彈時的最大射程可達7.4公里（4.55英里），裝在M3三腳架亦有1.8公里（1.2英里）的有效射程。白朗寧M2重機槍淨重38公斤（84磅），其M3型三腳架全重20公斤（44磅），V字「蝴蝶型」扳機裝在機匣尾部並附有兩個握把，射手可通過閉鎖或開放槍栓來調節全自動或半自動射擊。白朗寧M2用途廣泛，為了對應不同配備，它更可在短時間內改為機匣右方供彈而無需專用工具。
由於發射訓練用途的空包彈時膛壓較低，需要在槍管上以三條特製金屬管安裝空包彈助退器（Blank-firing adapter，BFA），以確保有足夠火藥燃燒氣體來保持自動循環作用。

## 採用
白朗寧M2在1920年代開始安裝在美軍的飛機、步兵架設的火力陣地與軍用車輛上，（如坦克及裝甲運兵車）等。
白朗寧M2自1921年就開始服役以來，經歴二戰、韓戰、越戰、海湾战争、2001年阿富汗戰爭及伊拉克战争等無數場戰爭與武裝衝突，可說是極為成功的重機槍設計，亦是美軍輕武器中服役時間最長的一種，直到21世纪在各國軍隊中皆有很好的評價，至今仍然是大量國家的制式重機槍，與蘇聯DShK重機槍同樣為世界最廣泛被使用的兩款重機槍。部份非正規武裝勢力更將其安裝在武裝改裝車上使用。
除了增加快拆槍管以外，白朗寧M2的原始設計幾乎沒有太大更動。此外，該槍亦有多種衍生型，目前由多間廠商所生產，包括比利時FN公司。瑞典、英國、澳洲、韓國及日本等國家亦獲得FN公司授權合法生產M2HB。

## 衍生型

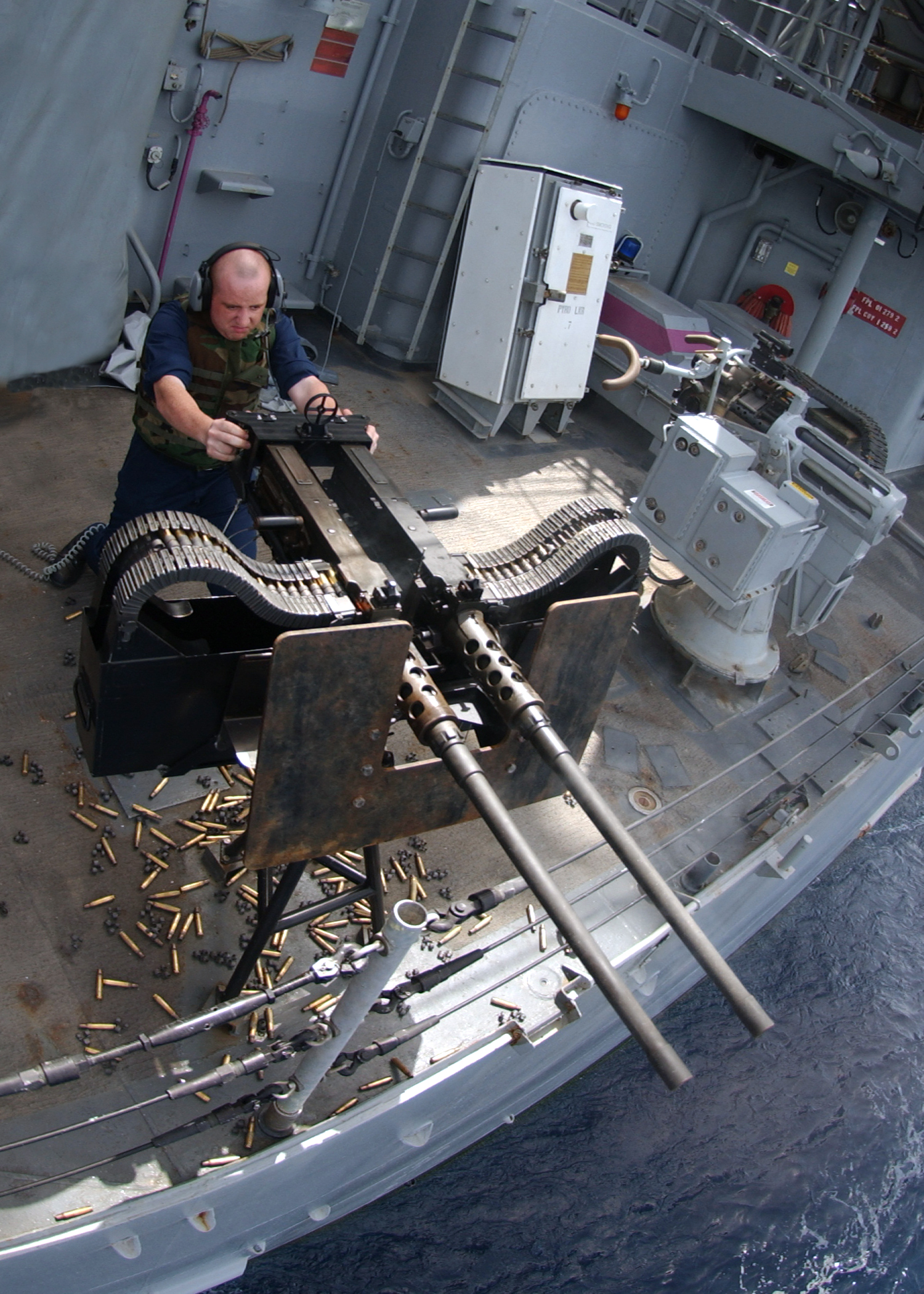
海軍雙聯裝型號

### M2衍生型
在美國服役的M2有大量衍生型，美軍以不同命名作識別，其他國家亦有相似分類。
白朗寧M1921水冷式機槍亦叫作M2，全稱為。
重槍管氣冷式M2可分為三個小分類：
- 步兵型—，步兵用的型號。
- 同軸機槍型—，安裝在M6重型坦克上。
- 砲塔型—，安裝在砲塔上的型號。

另在飛機及直升機上亦有採用以上型號，名為AN/M2。

### AN/M2、M3、XM296/M296及GAU-10/A

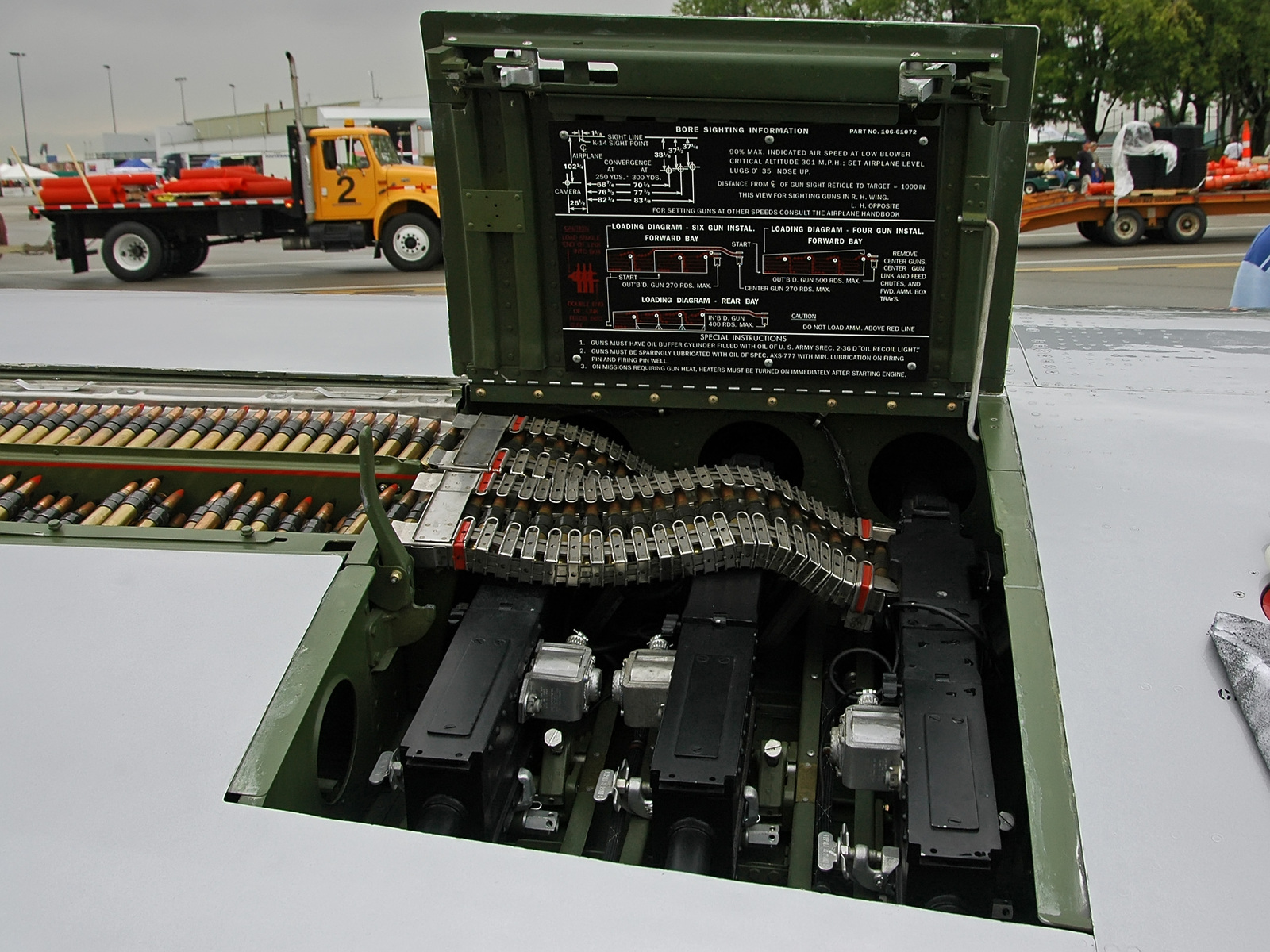
P-51野馬戰鬥機的機翼所配備的AN/M2重機槍

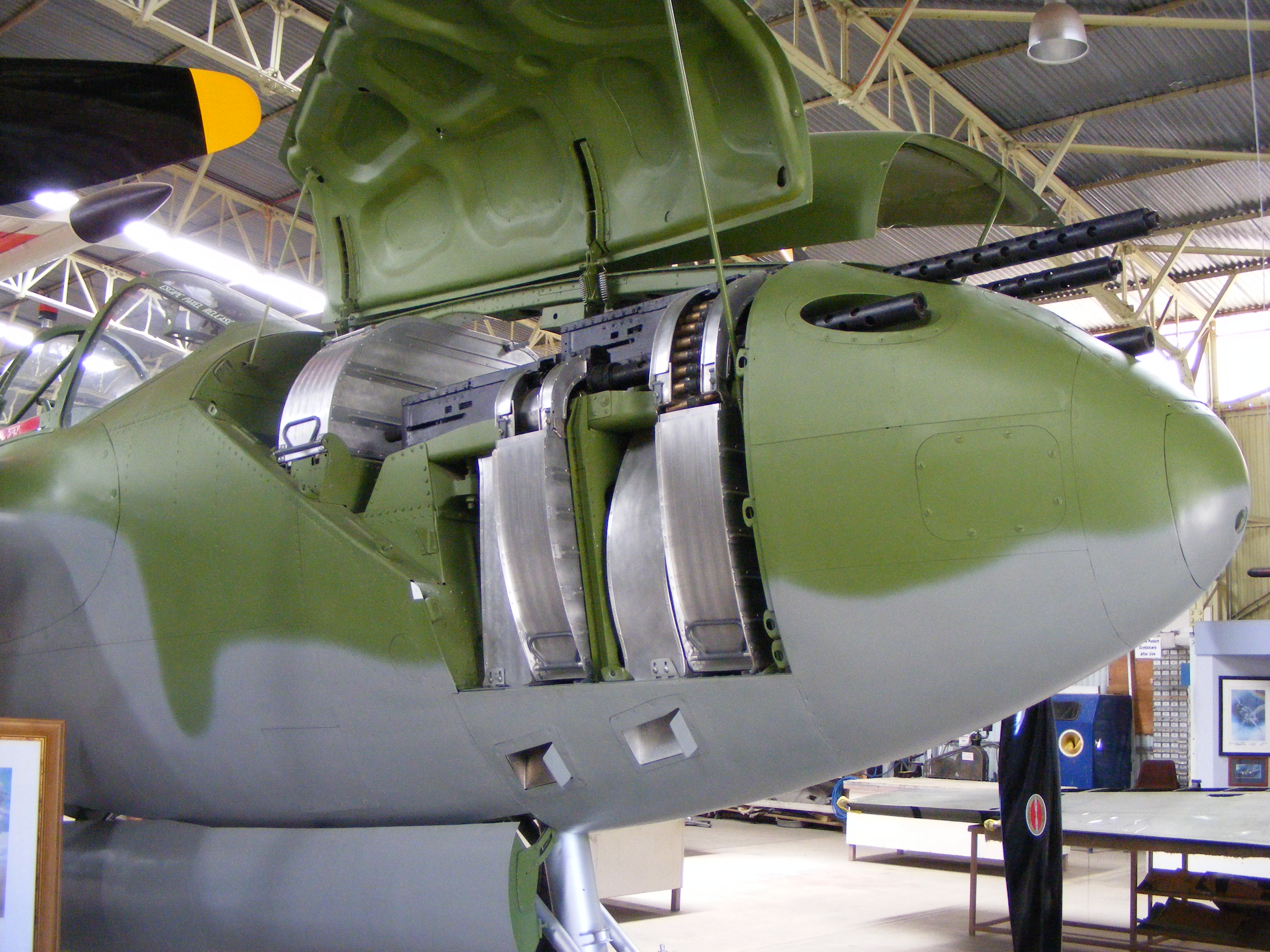
P-38閃電式戰鬥機的機頭裝有4挺AN/M2重機槍

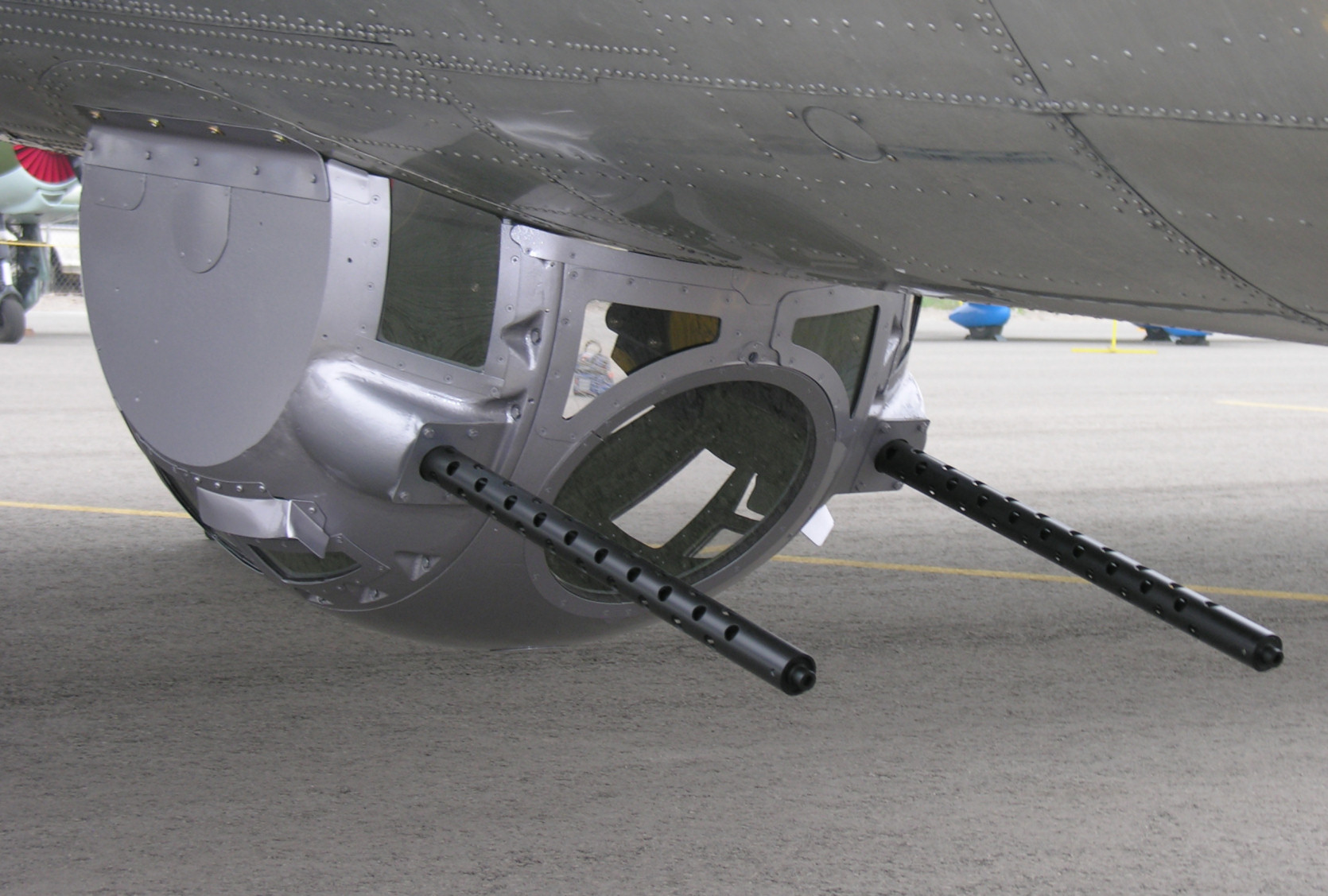
B-17G的球型槍塔

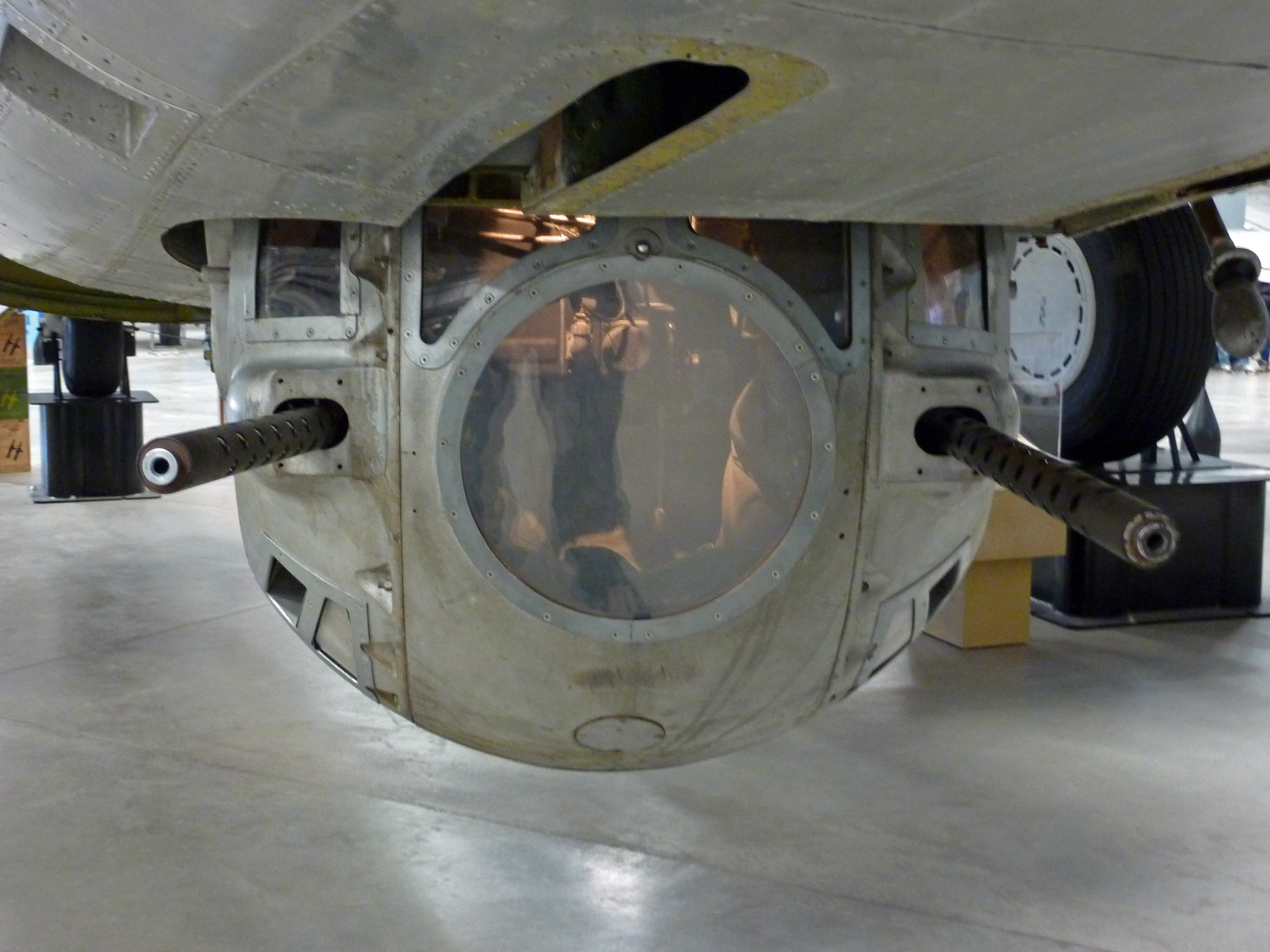
B-24的球型槍塔

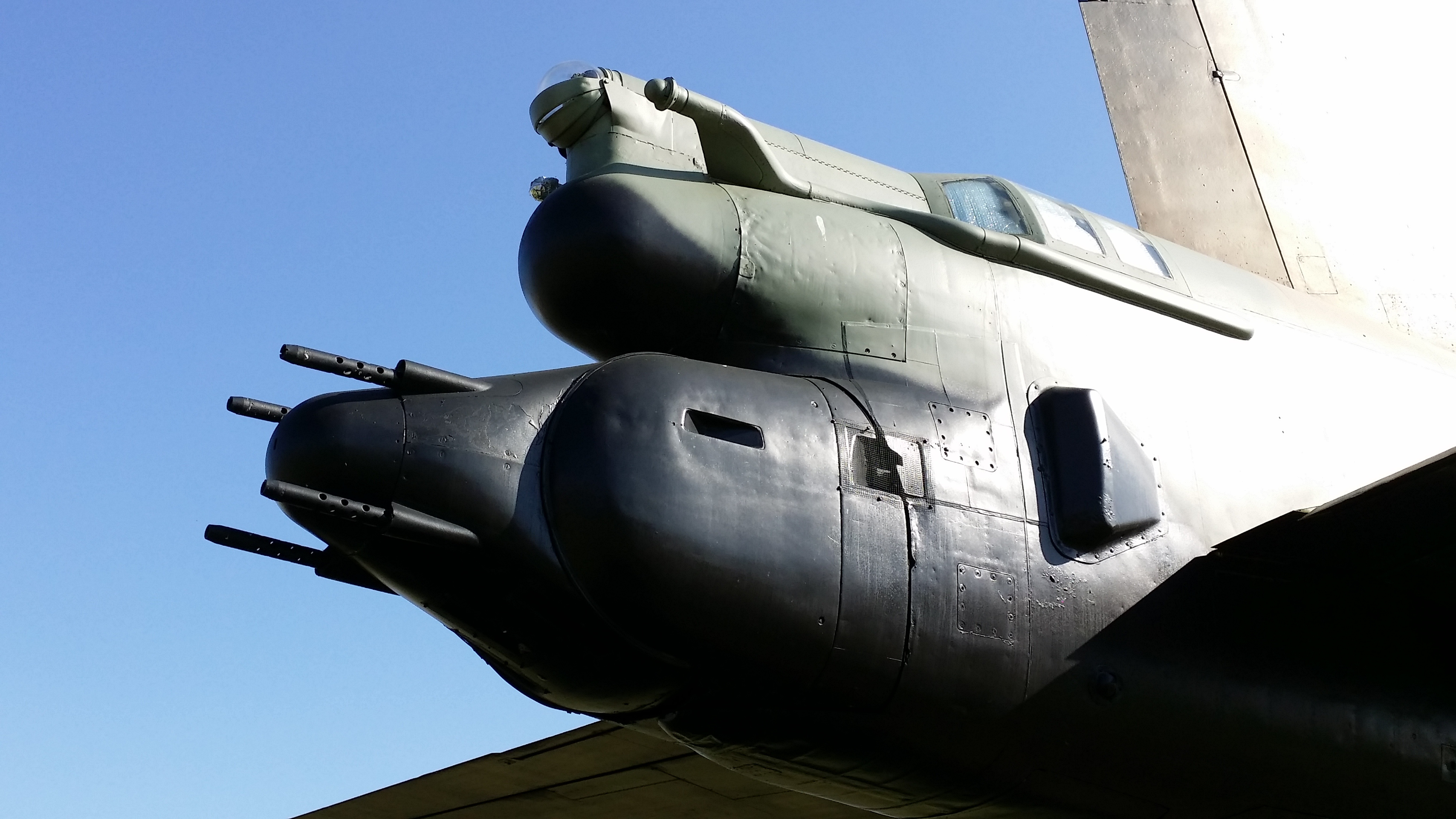
B-52A至B-52D同溫層堡壘戰略轟炸機的機尾裝有4挺AN/M2重機槍，後從E型開始全改裝M61A1火神式機砲

M2經常被用作飛機上的遙控式固定武器或空用機槍，又名AN/M2（.30及.50口徑名稱相同），遙控式的M2以電動擊發或線傳扳機擊發。飛機上的M2採用較輕型的槍管、以飛行時的吸風達至散熱效果，美軍官方命名為，安裝在機頭的型號名字加上，機組人員的空用機槍型號名叫。
二次大戰至韓戰時期的美國戰鬥機（例如：P-51野馬，F6F地獄貓和F-86軍刀）的空戰武器皆為4挺至8挺（通常是6挺）AN/M2重機槍，韓戰期間F-86使用的M2重機槍面對機身以鋼板蒙皮的MiG-15已經開始力不從心，遂逐漸將空戰武器的位置讓位給機砲。除了戰鬥機，美國轟炸機（例如：B-17空中堡壘和B-24解放者）以上的各個槍塔（包括球型槍塔）皆以AN/M2重機槍作為機槍手操作的防衛機槍。
M3是M2的專用遙控擊發型號，射速比M2更高。
XM296／M296是M2／M3遙控機槍的改良型，一般整合於直升機武器系统，如OH-58奇歐瓦直升機。M296與其他遙控擊發的M2不同，不能單發。
GAU-10/A（北約庫存編號／NSN 1005-01-029-3428）亦屬於M2系列的成員，但目前沒有相關資料，只發現美國空軍以此命名。

### XM213/M213、XM218、GAU-15/A、GAU-16/A及GAU-18/A

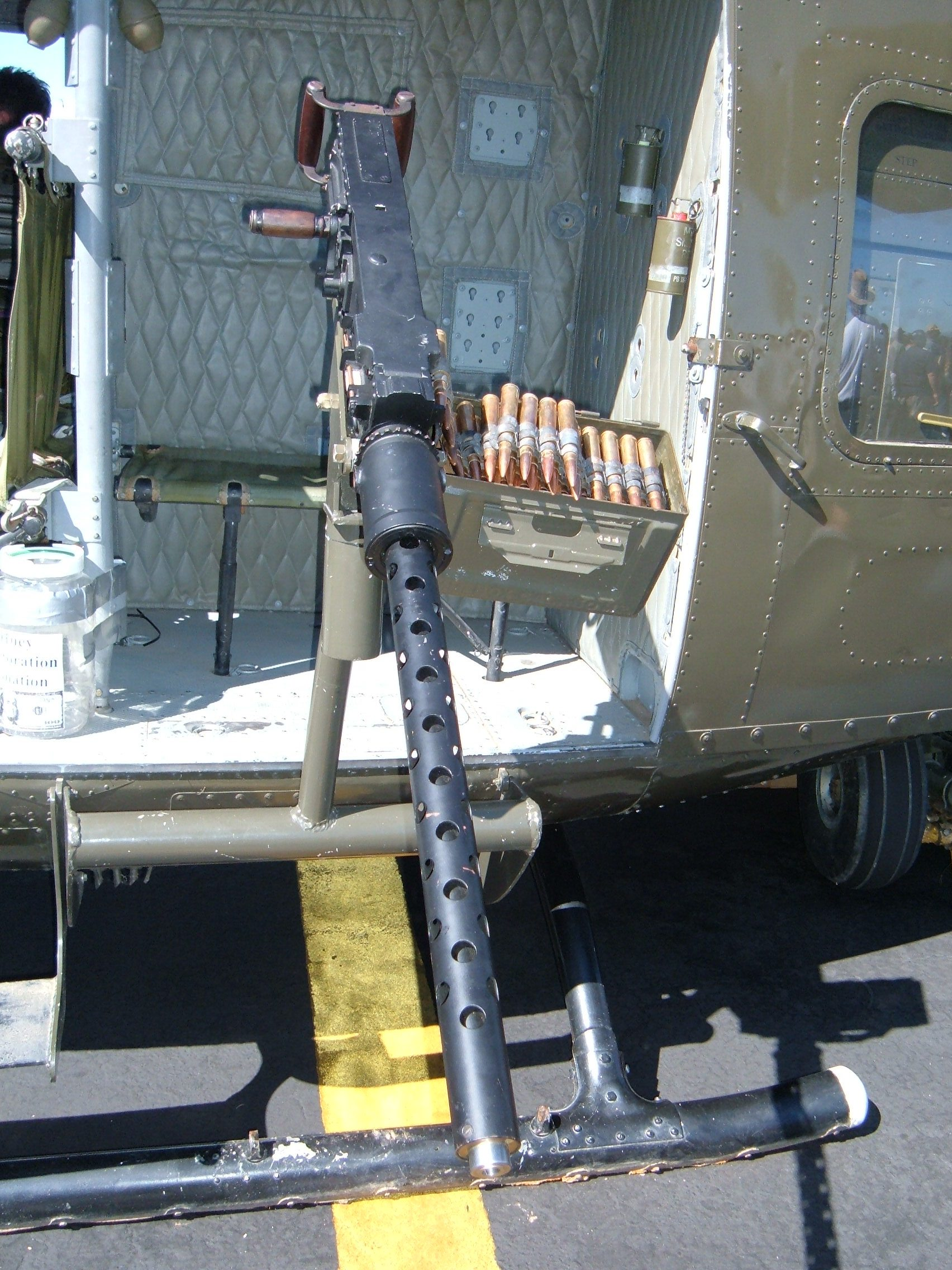
XM213/M213

XM213/M213是AN/M2的現代化型號，安裝在直升機的機門上。
GAU-16/A是GAU-15/A的改進型號，改良握把及瞄準具。
GAU-18/A（前稱XM218），是M2／M3的美國空軍輕量化型號，安裝在MH-53J Pave low II及HH-60鋪路鷹直升機上。GAU-18/A沒有採用重槍管，並從機匣左面供彈，右面排出彈殼。GAU-18/A裝有軟性供彈滑槽及彈箱，彈鏈通過滑槽進入機匣，彈箱連滑槽最多可搭載1,700發子彈。

### GAU-21/A及M3P

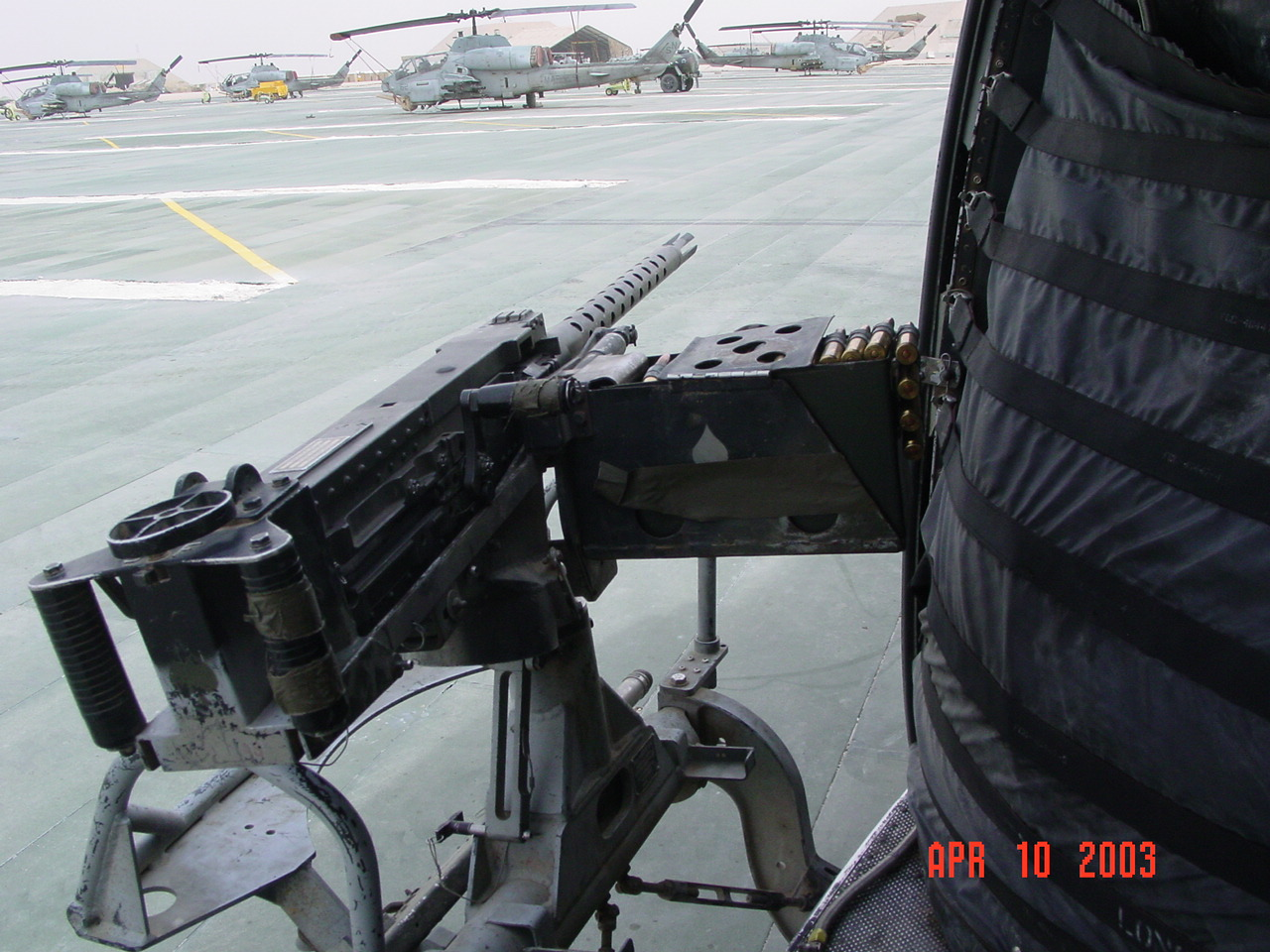
裝備GAU-21/A的UH-1N，攝於2003年伊拉克美国海军陆战队基地。

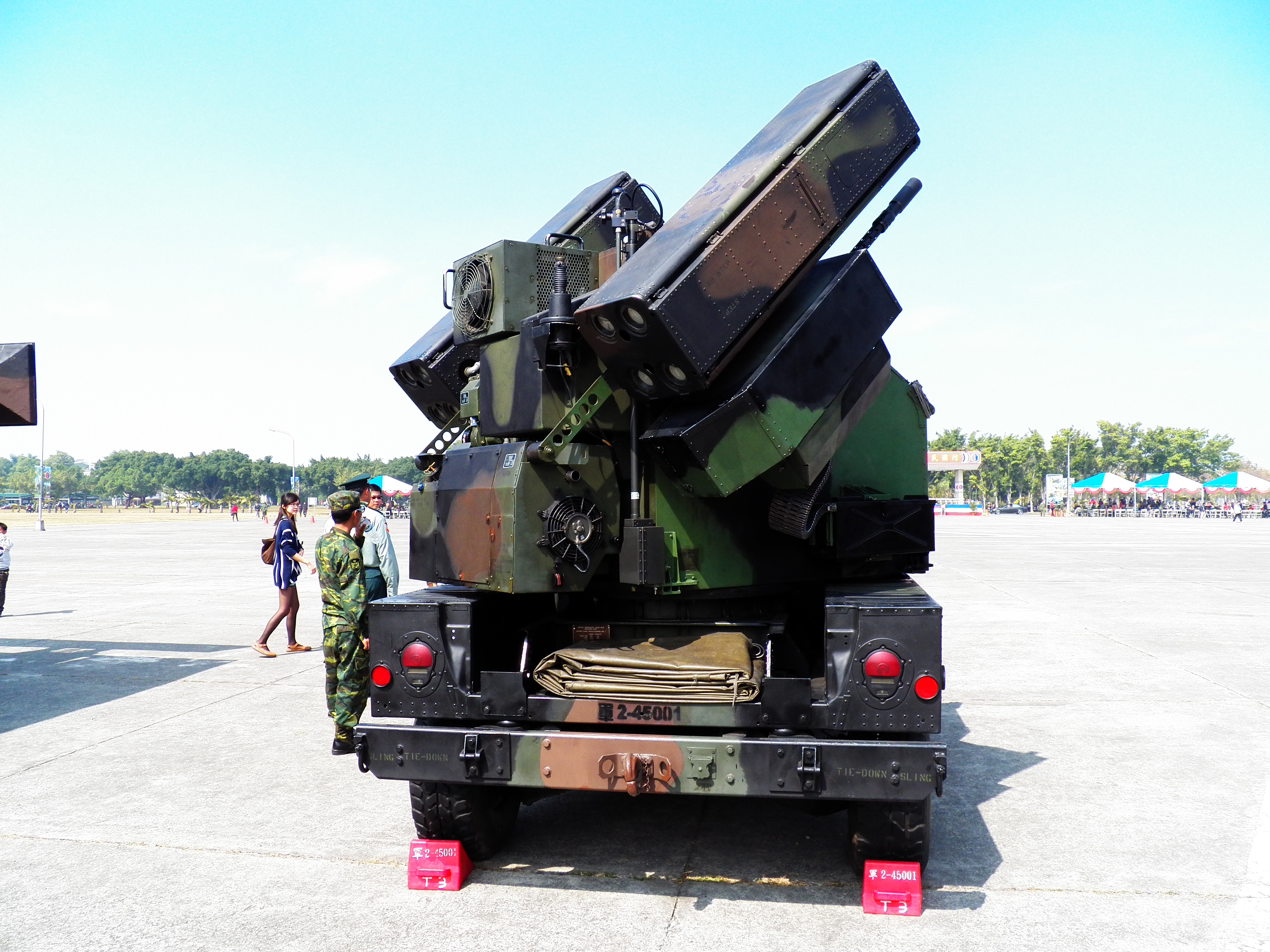
2012年中華民國陸軍步兵訓練指揮部營區開放活動，操場展示的M1097復仇者防空飛彈系統後部，可看到M3P的槍管。

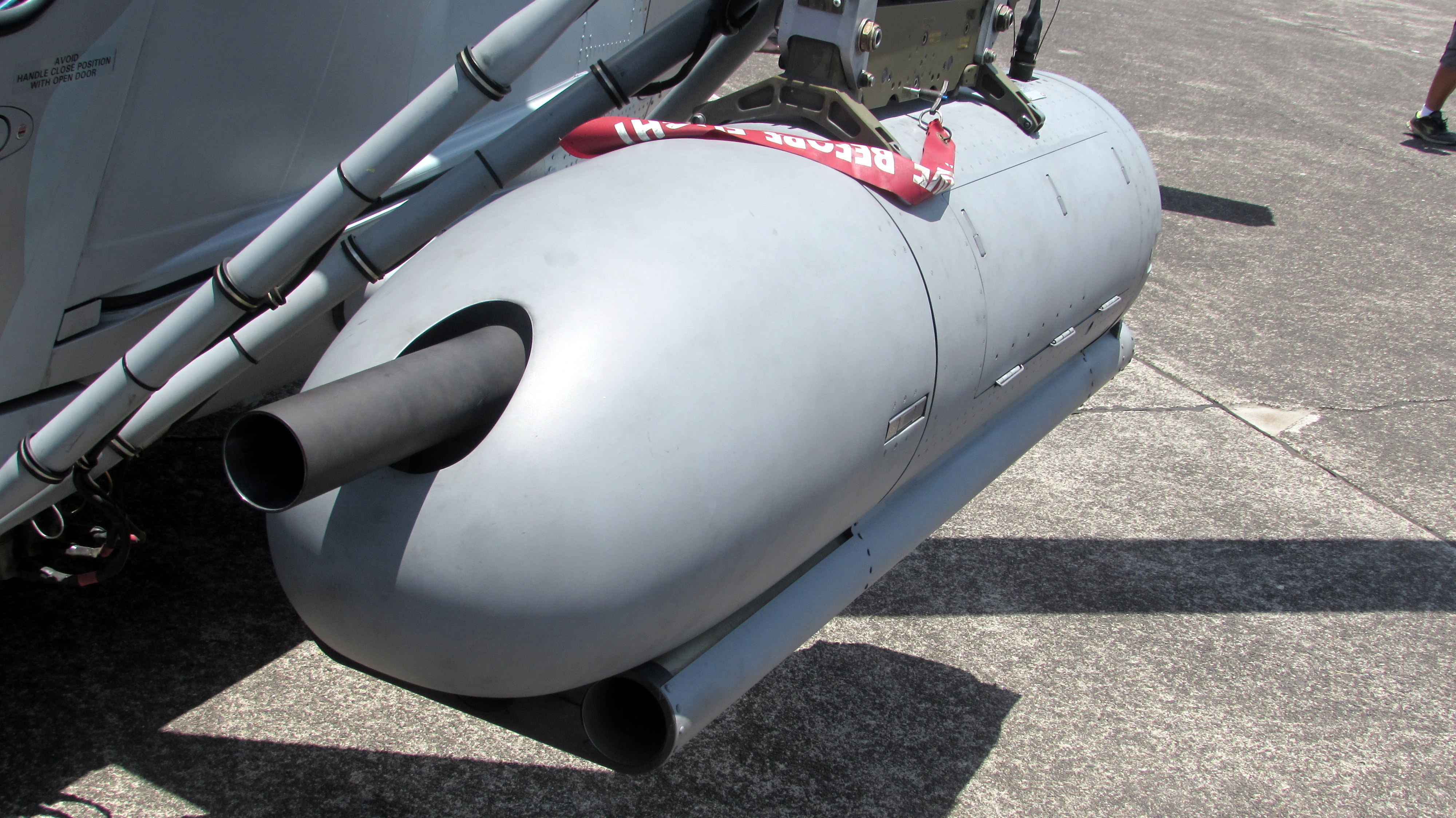
裝備M3M的FN HMP機槍筴艙。

美軍亦有採用Fabrique Nationale推出的M3系列，M3可分為兩個型號。
一种是遙控擊發型號，名為FN M3P，用於復仇者防空飛彈系統，備彈300發。
另一种是型號是M3M固定式機槍，美國空軍及海軍命名為GAU-21/A，安裝於直升機上。

### M2 E-50（M2E50）

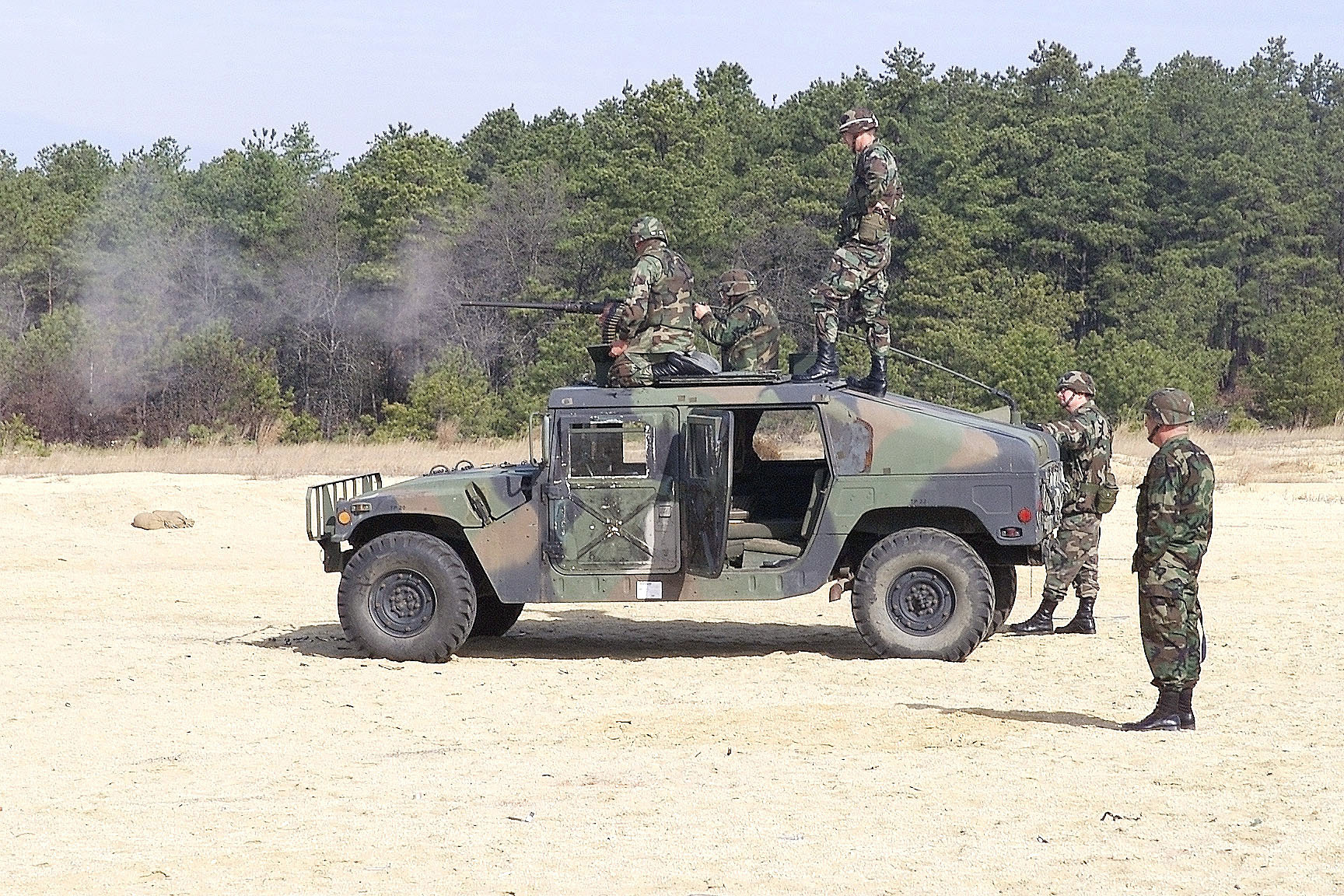
HMMWV上的白朗寧M2

M2 E-50是一個實行中的長期升級計劃，主要是把步兵及美國陸軍服役的M2加裝可快速更換的槍管（QCB）、戰術導軌、消焰器、及手動保險制。其後新制造的M2重機槍亦會以M2 E-50的規格生產。

## 使用國

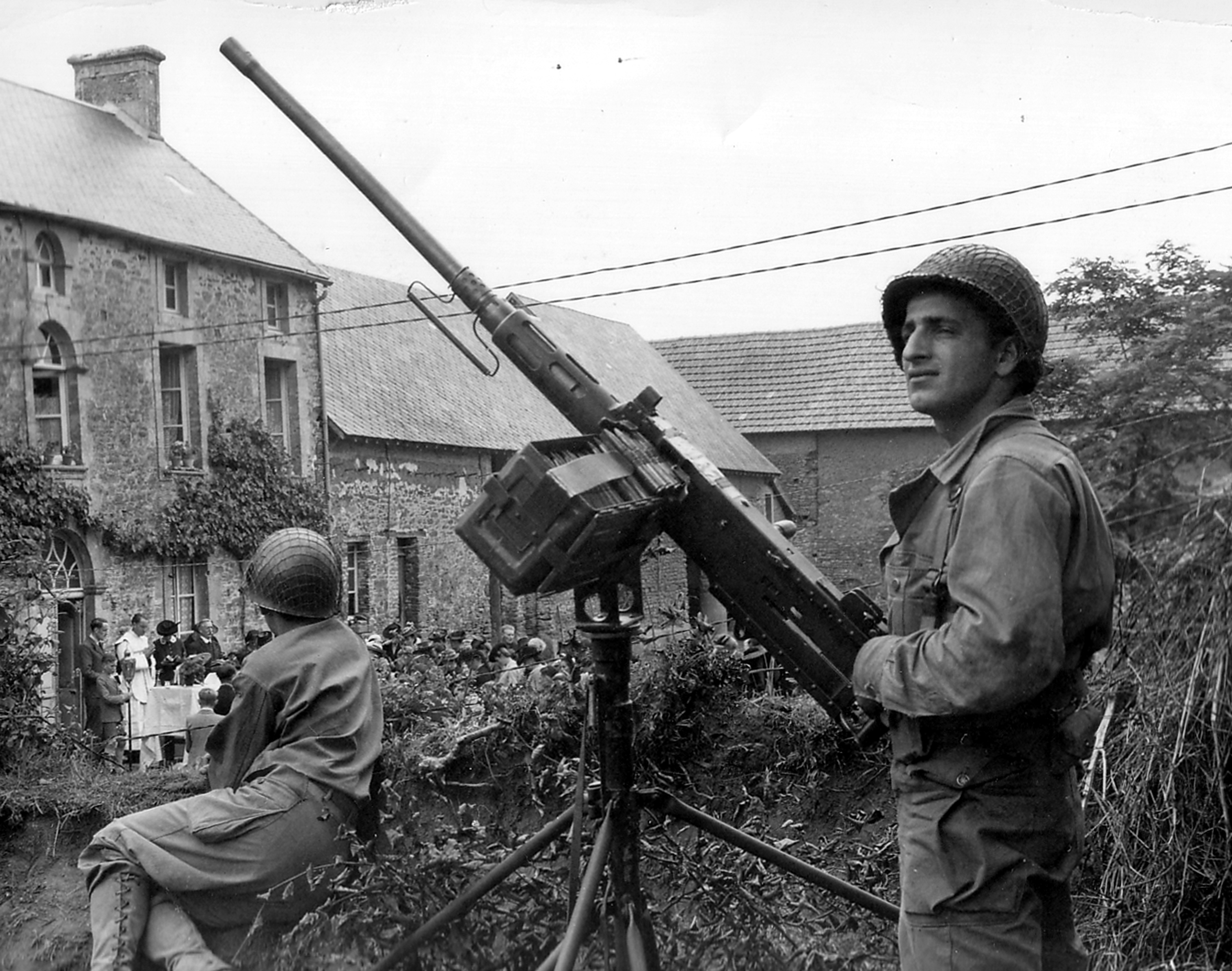
二戰期間的白朗寧M2HB

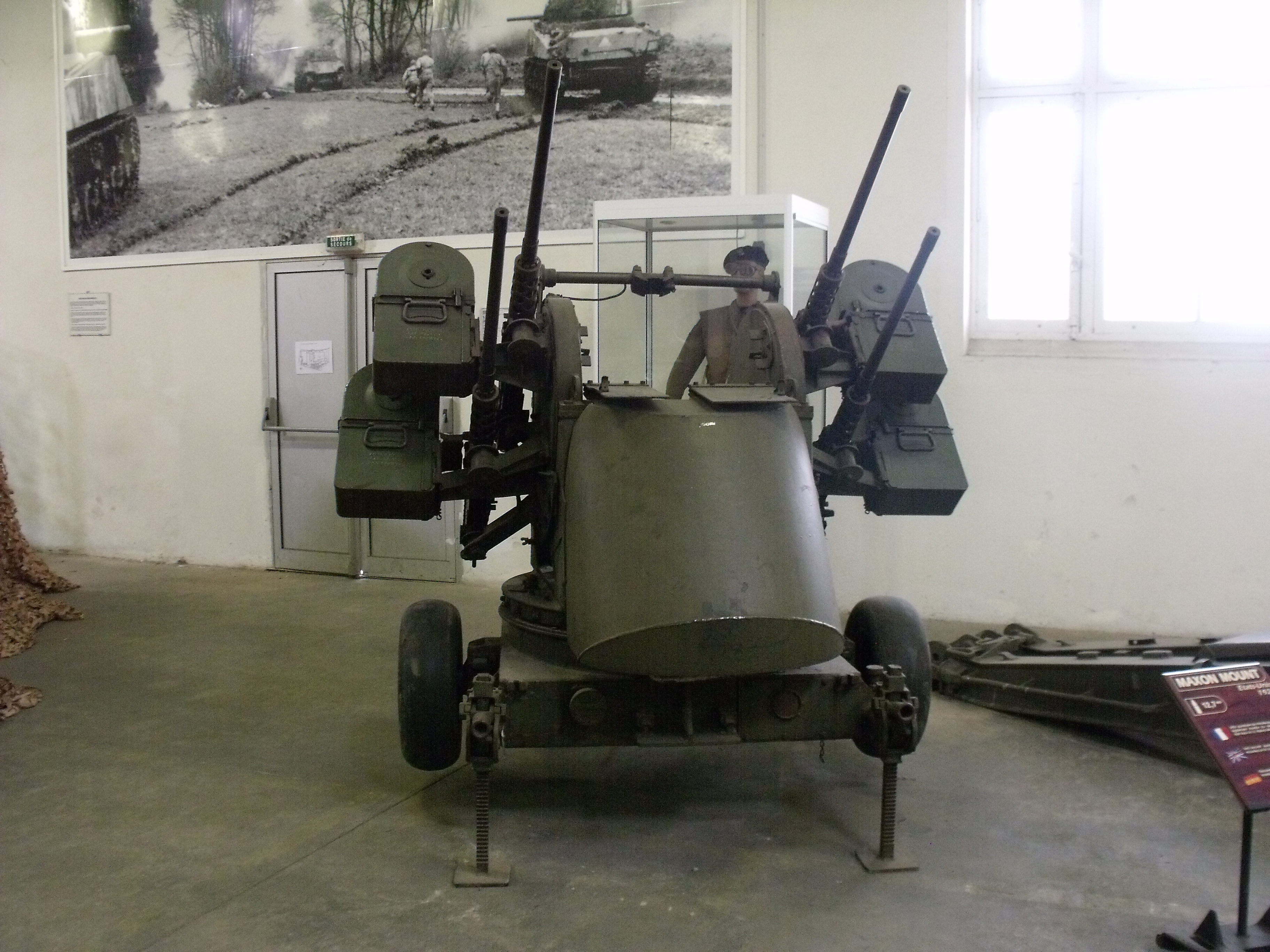
四聯裝防空型白朗寧M2

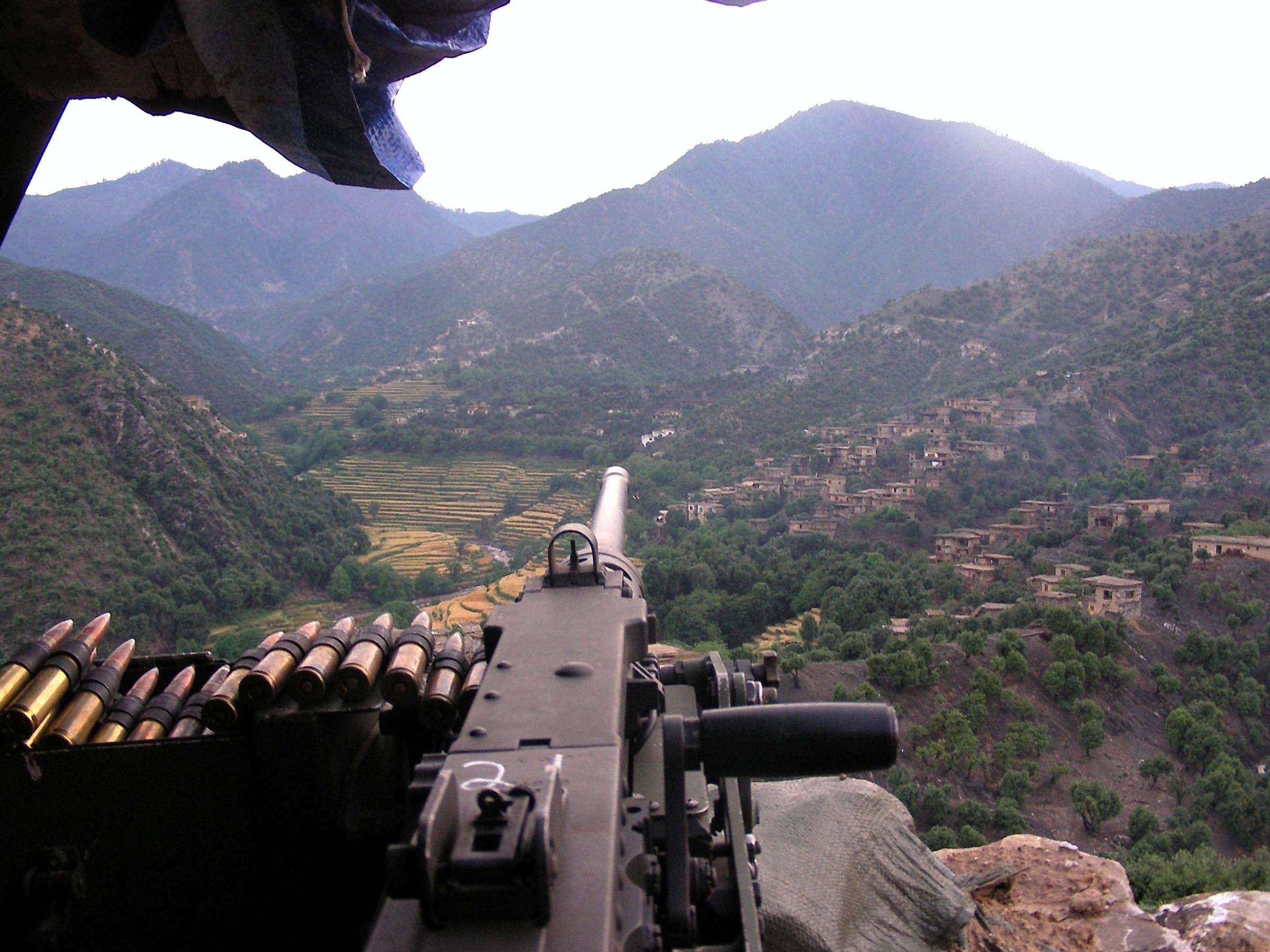
在阿富汗作戰的白朗寧M2

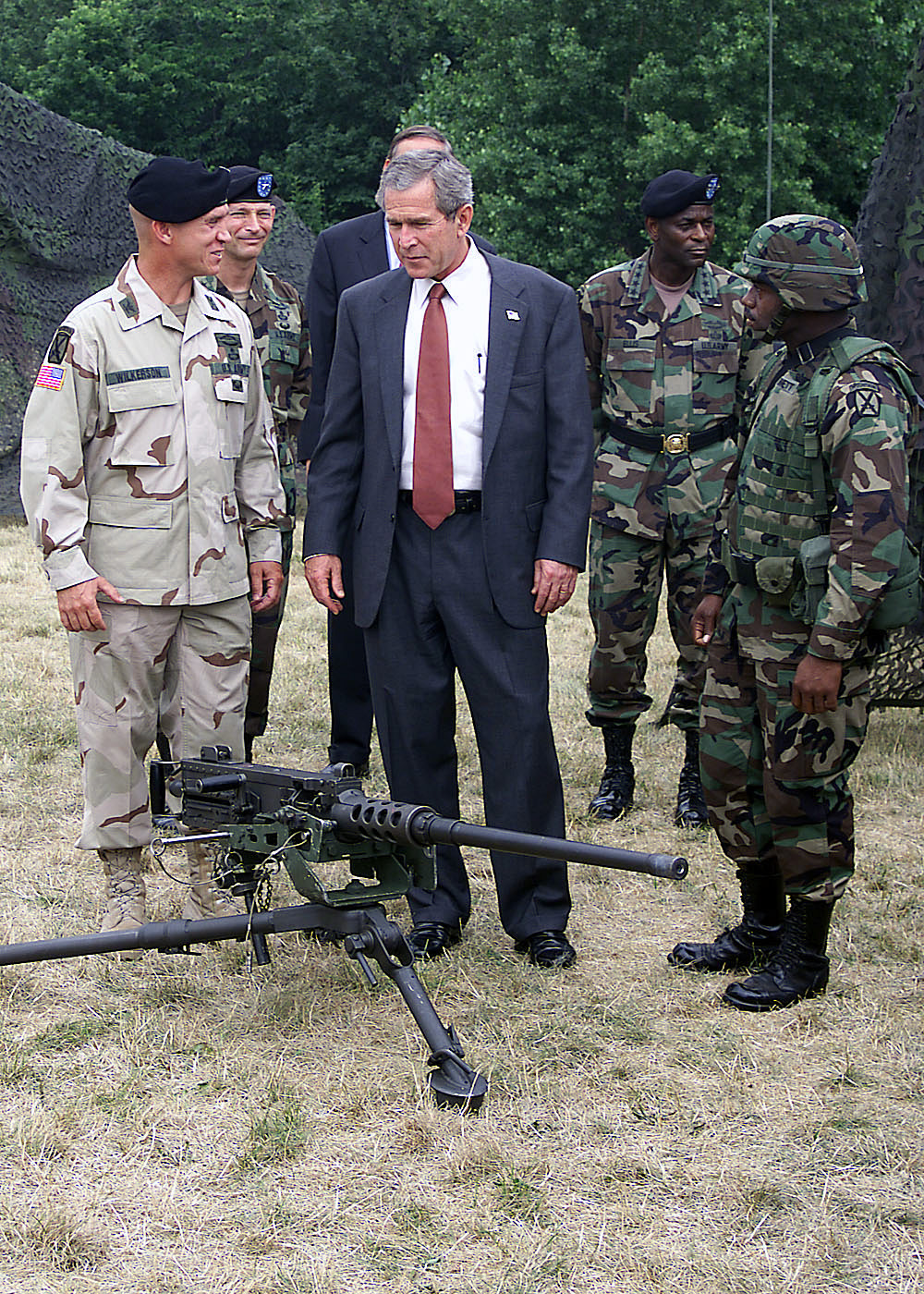
時任美國總统喬治·沃克·布希站在一挺展示中的白朗寧M2旁

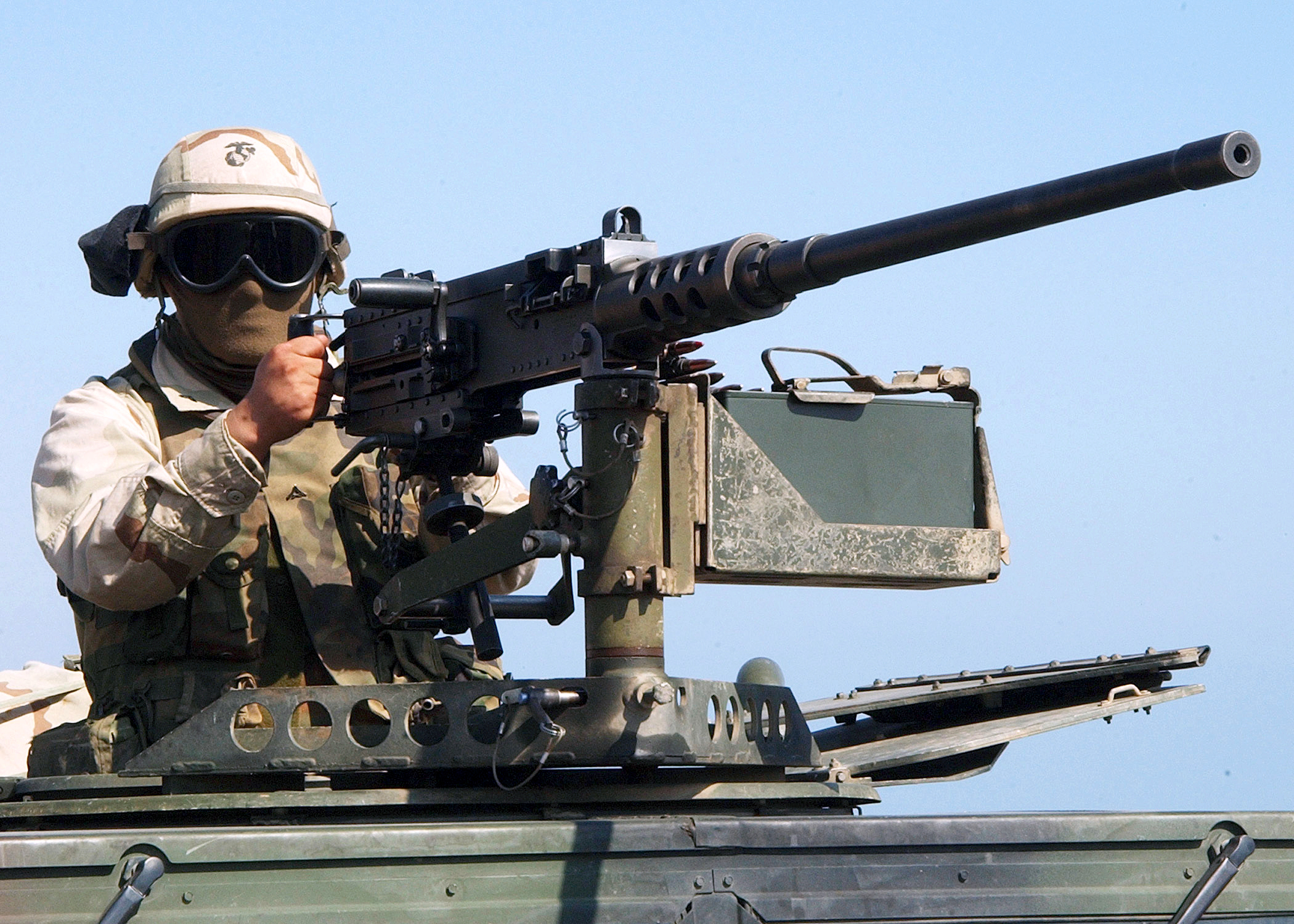
美國海軍陸戰隊員與白朗寧M2

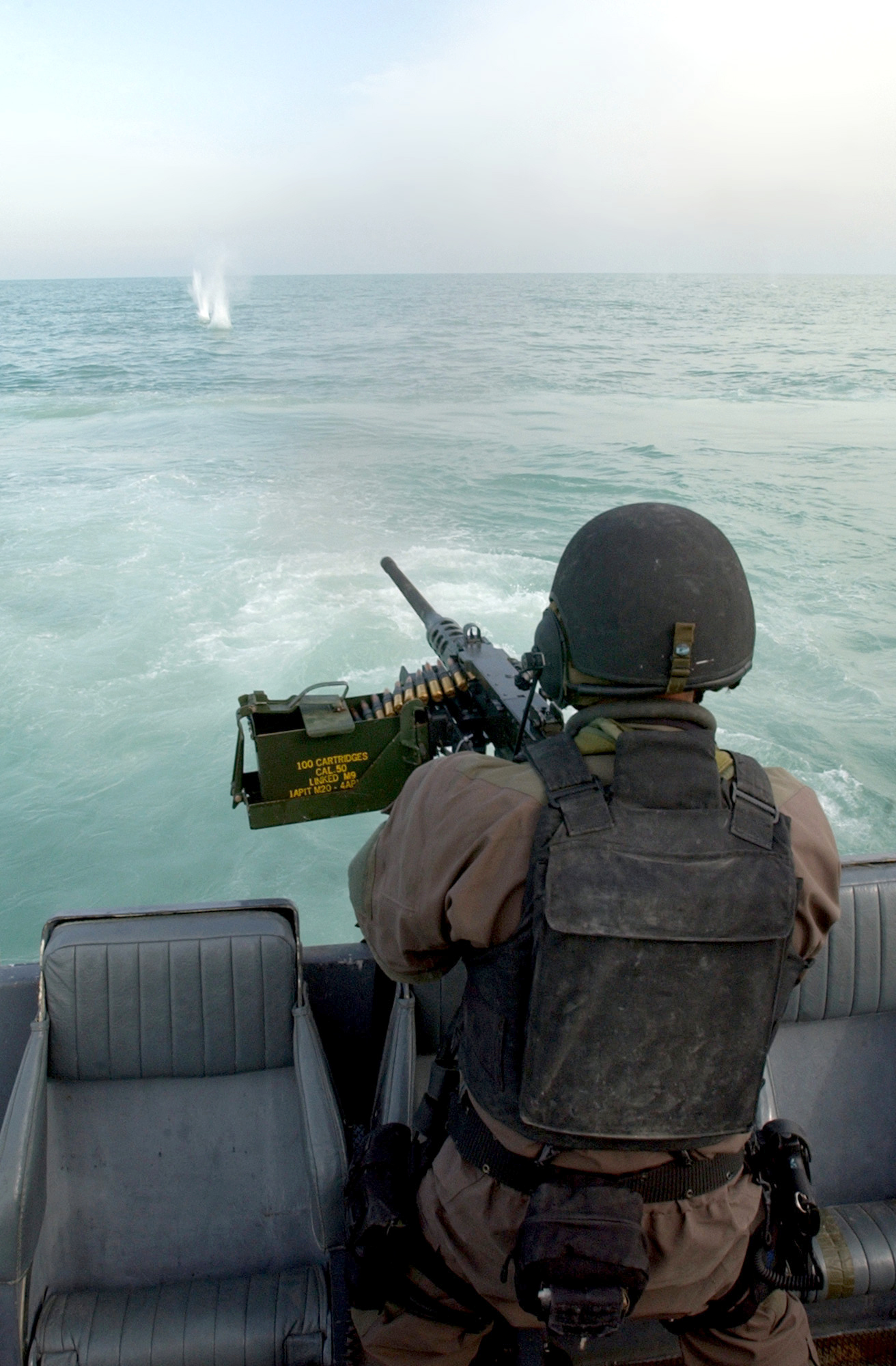
在橡皮艇上發射白朗寧M2的士兵

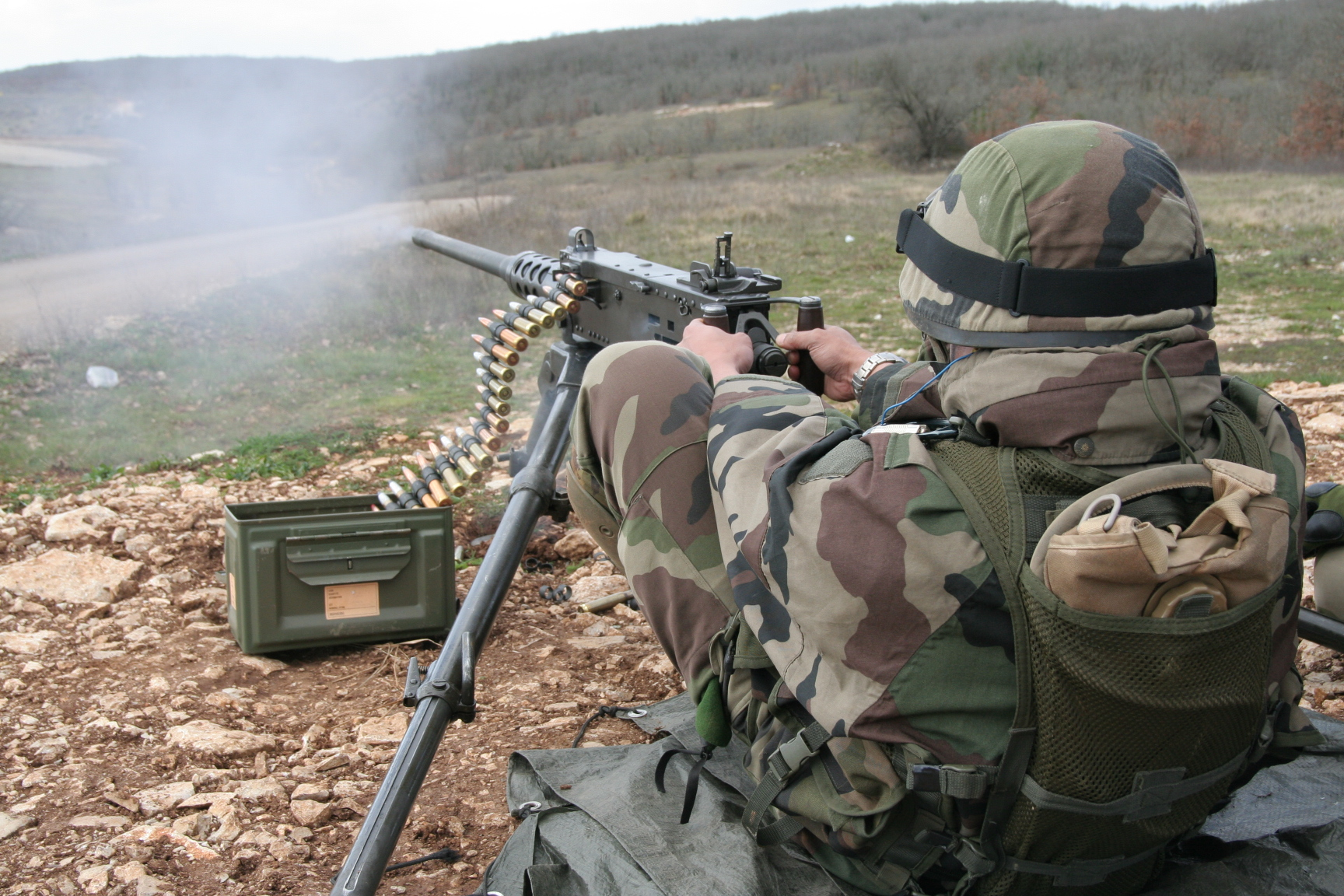
法國外籍兵團第2步兵團的步兵發射白朗寧M2

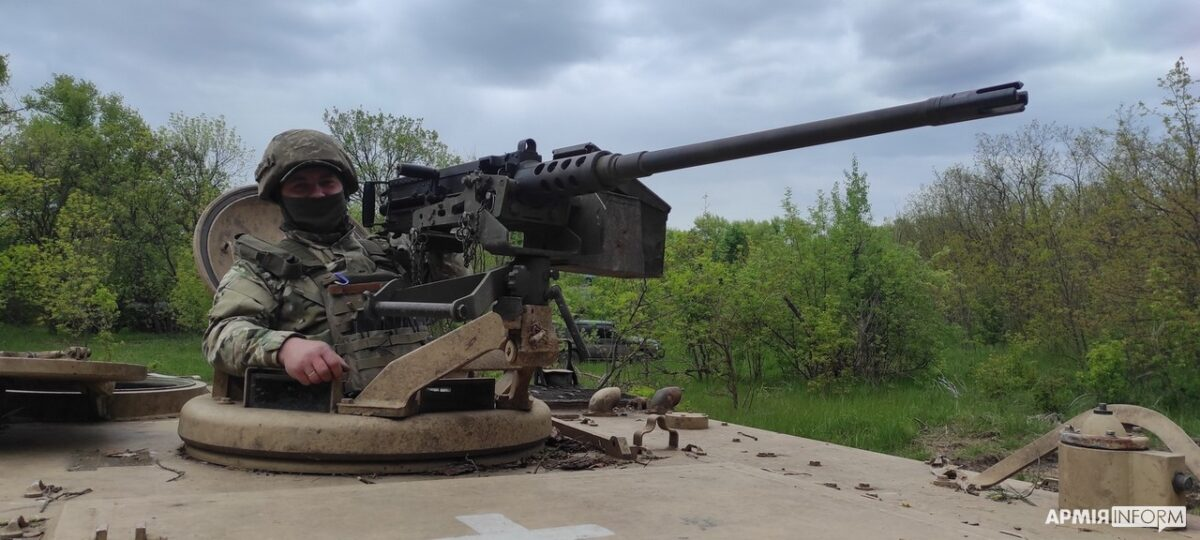
烏克蘭陸軍裝甲兵於M113裝甲車上與白朗寧M2合影

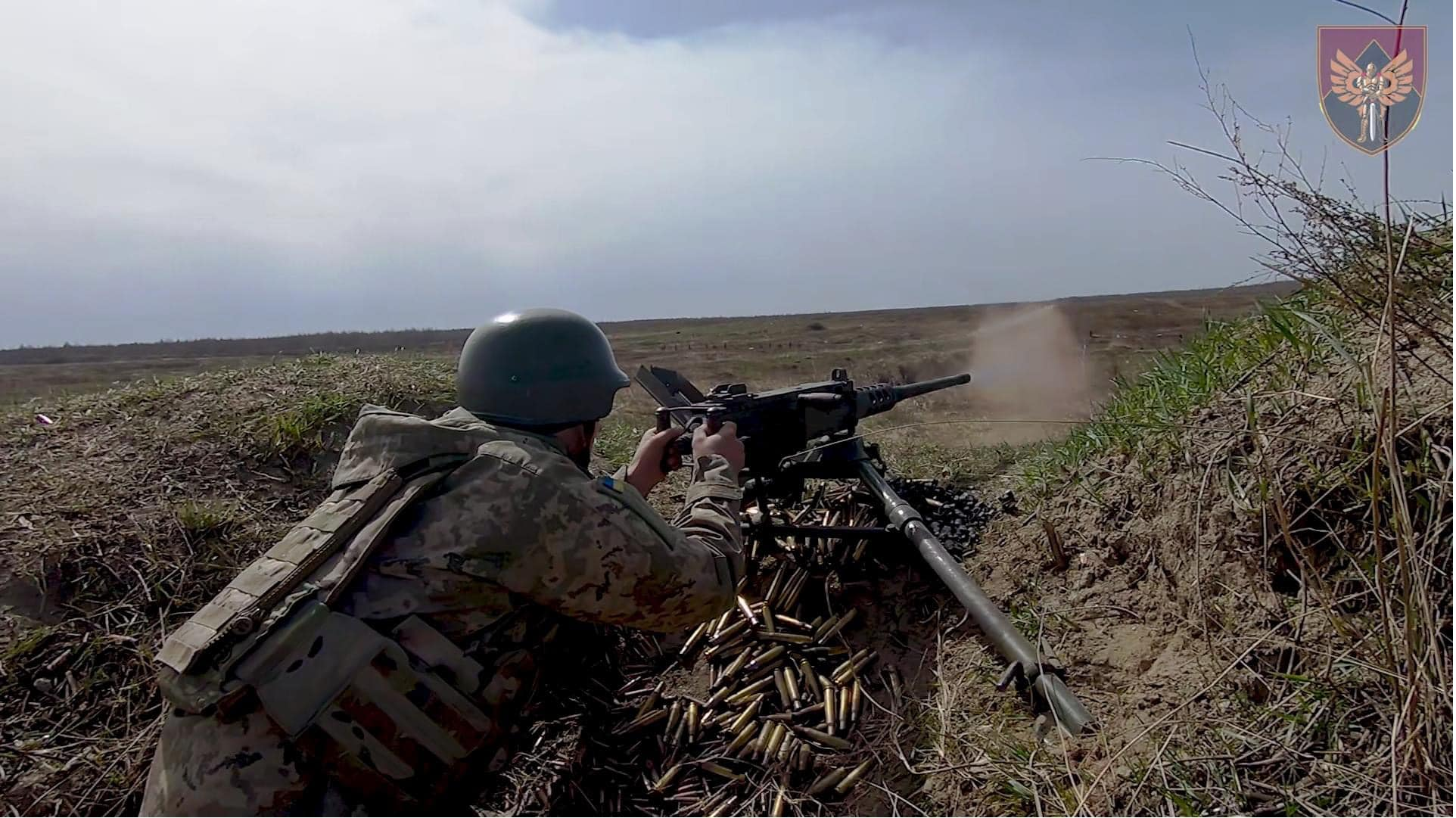
烏克蘭陸軍步兵機槍手上使用白朗寧M2掃射俄軍

| 國家或地區         | 是否北約成員國 | 名稱／備註 |
| ------------------ | -------------- | --- |
| 阿富汗             | 否             | 在塔利班政權垮台後，由新成立的阿富汗國民軍透過美國軍援獲得 |
| 阿富汗伊斯蘭酋長國 | 否             | 繼承自前伊斯蘭共和國政權 |
| 阿根廷             | 否             | M2HB |
|                    | 否             | M2HB-QCB （FN授權ADI合法生產） |
| 奥地利             | 否             | usMG M2 |
|                    | 否             | - |
| 巴哈马             | 否             | - |
| 巴林               | 否             | - |
| 比利时             | 是             | FN M2HB-QCB（由埃斯塔勒國營工廠合法授權生產） |
|                    | 否             | - |
|                    | 否             | － |
| 百慕大             | 否             | - |
| 玻利维亚           | 否             | - |
|                    | 否             | － |
|                    | 否             | - |
| 巴西               | 否             | Mtr .50 M2 HB 「BROWNING」 |
| 保加利亚           | 是             | - |
| 布吉納法索         | 否             | - |
|                    | 否             | - |
| 喀麦隆             | 否             | - |
| 柬埔寨             | 否             | - |
| 加拿大             | 是             | M2 |
| 中非               | 否             | - |
|                    | 否             | - |
| 中華民國           | 否             | 第二次中日戰爭時期的霍克III戰鬥機已開始裝備有空用型M2，之後的美援戰機也以M2作為主要武裝，二戰後在台灣接收的美製坦克，它們的防空機槍也是陸戰型M2。此外亦有當地仿製型T90重機槍。 |
| 中华人民共和国     | 否             | 前使用者；朝鲜战争期間曾使用繳獲自中華民國國軍的M2，戰後被54式重機槍所取代 |
| 智利               | 否             | FN M2HB-QCB |
| 哥伦比亚           | 否             | - |
|                    | 否             | - |
|                    | 是             | - |
| 古巴               | 否             | - |
| 賽普勒斯           | 否             | - |
| 捷克               | 是             | - |
| 刚果民主共和国     | 否             | - |
| 丹麦               | 是             | M/50 |
|                    | 否             | - |
|                    | 否             | - |
|                    | 否             | - |
| 埃及               | 否             | - |
| 薩爾瓦多           | 否             | - |
| 衣索比亞           | 否             | - |
| 爱沙尼亚           | 是             | － |
| 芬兰               | 是             | 12.7 RSKK M2 |
| 法國               | 是             | － |
| 加彭               | 否             | - |
|                    | 否             | - |
|                    | 否             | - |
| 德国               | 是             | MG50-1 |
|                    | 否             | - |
| 希腊               | 是             | - |
|                    | 否             | - |
|                    | 否             | - |
| 香港               | 否             | 前使用者；曾裝備水警總區。現時有數挺架設於警察機動部隊總部內，未知是否仍能操作。                                                                                               |
| 匈牙利             | 是             | |
| 冰島               | 是             | velbyssa |
| 印度               | 否             | M2HB |
| 印度尼西亞         | 否             | - |
| 伊朗               | 否             | - |
| 伊拉克             | 否             | |
| 伊拉克库尔德斯坦   | 否             | - |
| 愛爾蘭             | 否             | .5 Heavy Machine Gun |
| 以色列             | 否             | （「MAKACH」） |
| 義大利             | 是             | - |
| 牙买加             | 否             | - |
| 日本               | 否             | （住友電工合法授權生產） |
| 约旦               | 否             | - |
|                    | 否             | － |
|                    | 否             | K6 |
| 科索沃             | 否             | - |
| 科威特             | 否             | - |
|                    | 否             | 前使用者，寮國內戰期間自美國購入或透過美援獲得 |
| 拉脫維亞           | 是             | - |
| 黎巴嫩             | 否             | - |
| 利比里亚           | 否             | - |
| 利比亞             | 否             | - |
| 立陶宛             | 是             | － |
| 盧森堡             | 是             | Mitrailleuse .50 M2 HB |
| 马达加斯加         | 否             | - |
| 马来西亚           | 否             | - |
| 馬爾他             | 否             | - |
| 毛里塔尼亚         | 否             | - |
| 墨西哥             | 否             | - |
| 摩尔多瓦           | 否             | - |
| 蒙特內哥羅         | 是             | - |
| 摩洛哥             | 否             | - |
| 緬甸               | 否             | - |
| 纳米比亚           | 否             | - |
| 荷蘭               | 是             | - |
| 新西兰             | 否             | - |
| 尼加拉瓜           | 否             | - |
| 尼日尔             | 否             | - |
| 奈及利亞           | 否             | - |
| 北馬其頓           | 是             | - |
| 挪威               | 是             | M/50 |
| 阿曼               | 否             | - |
| 巴基斯坦           | 否             | - |
| 巴拿马             | 否             | - |
| 巴拉圭             | 否             | - |
| 秘魯               | 否             | - |
| 菲律賓             | 否             | - |
| 波蘭               | 是             | M2HB |
| 葡萄牙             | 是             | - |
|                    | 否             | - |
| 羅德西亞           | 否             | 前使用者 |
| 羅馬尼亞           | 是             | - |
| 卢旺达             | 否             | - |
| 沙烏地阿拉伯       | 否             | - |
| 塞内加尔           | 否             | - |
| 塞爾維亞           | 否             | - |
| 新加坡             | 否             | - |
| 斯洛伐克           | 是             | |
| 斯洛維尼亞         | 是             | - |
|                    | 否             | - |
| 南非               | 否             | - |
| 越南共和国         | 否             | 前使用者，越戰期間自美國購入或透過美援獲得 |
| 苏联               | 否             | 前使用者；二戰期間通過租借法案獲得3,100挺M2防空型 |
| 西班牙             | 是             | Ametralladora Pesada M-2 HB |
| 瑞典               | 是             | Tksp 12,7 （Bofors合法授權生產） |
| 瑞士               | 否             | Mg 64 |
| 泰國               | 否             | 93 |
| 多哥               | 否             | - |
|                    | 否             | - |
| 千里達及托巴哥     | 否             | - |
| 突尼西亞           | 否             | - |
| 土耳其             | 是             | - |
|                    | 否             | - |
| 乌克兰             | 否             | 俄羅斯入侵烏克蘭期間獲美國及多個北約成員國軍援 |
| 阿联酋             | 否             | - |
| 英国               | 是             | L2A1、L6、L6A1、L11、L11A1、L21A1、L111A1 （Manroy合法授權生產） |
| 美国               | 是             | Browning Caliber .50 M2, M2HB |
| 乌拉圭             | 否             | |
| 委內瑞拉           | 否             | - |
| 越南               | 否             | 越南戰爭期間繳獲自美軍及繼承自前南越政權 |
| 葉門               | 否             | - |
| 辛巴威             | 否             | - |

## 流行文化

### 電影
- 1979年—《現代啟示錄》：型號為M2HB，分別單獨及雙聯裝地安裝在快艇上，由傑伊·“大廚”·希克斯（弗雷德里克·福雷斯特（英语：Frederic Forrest）飾演）和蘭斯·約翰遜（薩姆·博托茨（英语：Sam Bottoms）飾演）所使用。
- 1984年—《魔鬼終結者》：型號為M2HB，由人類抵抗軍成員所使用。
- 1985年—《第一滴血續集》：型號為M3防空型，雙聯裝地安裝在快艇上，由越南人民軍海軍所使用。
- 1987年—《金甲部隊》：型號為M2HB，安裝在M41輕型坦克上，由美國海軍陸戰隊員所使用。
- 2001年—《黑鷹計劃》：型號為M2HB，由美國陸軍第75游騎兵團士兵（安裝在悍馬車上）及索馬里民兵所使用。
- 2006年—《血鑽石》：型號為M2HB，安裝在車輛上，由塞拉利昂軍士兵所使用。
- 2007年—《反恐戰場》：型號為M2HB，安裝在M1A2艾布蘭主戰坦克和悍馬車上，由沙特阿拉伯軍士兵所使用。
- 2007年—《變形金剛》：型號為M2HB，安裝在美軍的悍馬車上。
- 2008年—《第一滴血4》：型號為M2HB，安裝在吉普車（裝有槍盾）及快艇上，分別由緬甸政府軍士兵及海盜所使用，其中一挺緬甸軍的M2HB被約翰·藍波（席維斯·史特龍飾演）用以攻擊緬軍。電影中重現了.50 BMG子彈能夠肢解人體的殺傷力。
- 2013年—《白宮末日》：型號為M2HB，裝有瞄準鏡，由僱傭兵所使用。
- 2014年—《美國狙擊手》：型號為M2HB，安裝在M1A1艾布蘭主戰坦克和M113裝甲運兵車上，由美國海軍陸戰隊員所使用。
- 2014年—《怒火特攻隊》：型號為M2HB，安裝在M4雪曼坦克上，由美國陸軍士兵所使用。
- 2022年—《考萊塢之硬漢任務》：由維克蘭（卡茂爾·哈桑飾演）所使用。
- 2022年—《科拉爾金礦2》：由洛基（亞許飾演）所使用。

### 電視劇
- 2001年—《諾曼第大空降》：型號為M2HB，安裝在M4雪曼坦克和M8灰狗裝甲車上，由美國陸軍士兵所使用。

### 電子遊戲
- 1998年—《戰慄時空》：型號為M2HB，可由玩家角色操控。
- 2002年—《戰地風雲1942》：型號為M2HB，安裝在盟軍基地及載具上，由美軍和英軍所使用。能夠由玩家角色操控
- 2003年—《絕對武力：一觸即發》：型號為M2HB，只在刪除片段出現，裝有三腳架，主要由恐怖份子NPC所使用，少數能夠由玩家角色操控，沒有彈藥限制。
- 2004年—《決勝時刻：聯合行動》：型號為M2HB及M2空用型，前者以三腳架佈署在吉普車上，後者安裝在戰機上。能夠由玩家角色操控。
- 2004年—《極地戰嚎》：型號為M2HB，安裝在車輛上，能夠由玩家角色操控。
- 2005年—《戰地風雲2》：型號為M2HB，安裝在美國海軍陸戰隊及歐盟軍陣營的車輛上，能夠由玩家角色操控。
- 2005年—《真實計劃》：型號為M2HB，安裝在載具上，為美軍、加拿大軍、歐盟軍、以色列國防軍、自由敘利亞軍、非洲抵抗軍陣營可用武器。
- 2006年—《決勝時刻3》：型號為M2HB，只在戰役模式登場，能夠由玩家角色操控。
- 2007年—《絕對武力Online》：型號為M2HB，改裝至可單兵攜帶，命名為“M2 Browning”，以250發彈箱供彈，可手提使用或固定在據點操作。奇怪地空倉重新裝填後玩家角色不會為槍械上膛。
- 2007年—《決勝時刻4：現代戰爭》及重製版：型號為M2HB，於戰役模式中登場，由美國海軍陸戰隊（安裝在M1A1艾布蘭主戰坦克上）及阿薩德派系叛軍（安裝在武裝貨卡車上）所使用，無法由玩家角色使用。
- 2008年—《決勝時刻：戰爭世界》：型號為M2HB，戰役模式中安裝在PBY卡特琳娜水上飛機並由玩家角色操控，沒有彈藥限制。
- 2008年—《極地戰嚎2》：型號為M2HB，安裝在車輛上，能夠由玩家角色操控。
- 2008年—《惡靈勢力》：型號為M2HB，裝有三腳架，能夠由玩家角色操控。
- 2009年—《惡靈勢力2》：型號為M2HB，裝有三腳架，能夠由玩家角色操控。
- 2009年—《決勝時刻：現代戰爭2》及重製版：型號為M2HB，於戰役模式中登場，由美軍（安裝在M1126裝甲運兵車及M1A1艾布蘭主戰坦克上）及巴西武裝團伙（安裝在武裝貨卡車上；其中一挺可被玩家角色操控，沒有彈藥限制）所使用。
- 2010年—《決勝時刻：黑色行動》：型號為M2HB，於戰役模式中登場，安裝在M113裝甲運兵車和快艇上，無法由玩家角色使用。
- 2011年—《決勝時刻：現代戰爭3》：型號為M2HB，於戰役模式中登場，由美軍（安裝在M1126裝甲運兵車上）、非洲民兵（安裝在武裝貨卡車上；其中一挺被玩家角色尤里用於支援普萊斯和索普，沒有彈藥限制）及德國聯邦國防軍（安裝在豹2型坦克上）所使用。
- 2011年—《戰地風雲3》：型號為M2HB，安裝在載具上，能夠由玩家角色操控，沒有彈藥限制。
- 2012年—《決勝時刻：黑色行動II》：型號為M2HB，於戰役模式中登場，安裝在武裝貨卡車上，由梅嫩德斯販毒份子所使用，部份可被玩家角色操控，沒有彈藥限制。
- 2013年—《戰地風雲4》：型號為M2HB，安裝在載具上，能夠由玩家角色操控，沒有彈藥限制。
- 2015年—《戰術小隊》：型號為M2A1，由美國陸軍、英國陸軍、加拿大陸軍、澳大利亞陸軍及美國海軍陸戰隊，以及叛亂分子、當地武裝游擊隊所使用，安裝在據點及載具上。
- 2015年—《戰地風雲Hardline》：型號為M2HB，安裝在載具上，能夠由玩家角色操控，沒有彈藥限制。
- 2018年—《叛亂：沙漠風暴》：型號為M2HB，安裝在武裝貨卡車上，由安全部隊所使用。
- 2018年—《戰地風雲5》：型號為M2HB，安裝在特定據點（裝有槍盾）及載具上，由美軍陣營所使用。
- 2018年—《極地戰嚎5》：型號為M2HB及M2空用型，安裝在特定據點及載具上，能夠由玩家角色操控。
- 2019年—《決勝時刻：現代戰爭》：型號為M2HB，作為聯機模式中的槍盾炮台登場，亦在地面戰爭中安裝在載具上。
- 2021年—《極地戰嚎6》：型號為M2HB及M2空用型，安裝在特定據點及車輛上，能夠由玩家角色操控。
- 2021年—《戰地風雲2042》：型號為M2HB，為戰地風雲入口的武器，安裝在車輛上。
- 2022年—《決勝時刻：現代戰爭II 2022》：型號為M2HB，安裝在載具上，能夠由玩家角色操控。

### 動畫
- 《企業傭兵》：型號為M2HB。
- 《軍火女王》：型號為M2HB，在第一季及第二季均有登場。
- 《奇幻自衛隊》：型號為住友電工M2HB，安裝在載具上，由陸上自衛隊所使用。

## 資料來源
1. ↑  .   [2009-01-19]. （原始内容存档于2014-11-05）.
2. ↑  . World Policy Institute. November 2000  [2010-07-15]. （原始内容存档于2017-10-11）.
3. ↑  Chinn 1951，III pp. 315, 323–334.
4. ↑  infantry.army.mil-Browning Machine Gun Caliber .50 HB, M2. 的存檔，存档日期2007-06-25.
5. ↑  Chinn 1951，第333頁
6. ↑  Chinn 1951，第181–182頁
7. ↑  Chinn 1951，第186頁
8. ↑  .   [2007-07-12]. （原始内容存档于2008-06-06）.
9. ↑  . NOWnews 新聞. 2012年2月16日  [2013年10月31日]. （原始内容存档于2017年3月22日）.
10. ↑  .   [2007-07-08]. （原始内容存档于2021-04-22）.
11. ↑  .   [2021-10-10]. （原始内容存档于2021-10-19）.
12. ↑  adi-limited.com-Light Calibre Weapons 的存檔，存档日期2007-12-13.